# Jessica Pidoux
Jessica Pidoux, née en 1988 à Maracaibo, est une sociologue du numérique suisse d'origine vénézuélienne.
Spécialiste des usages et du développement des applications de rencontres, elle est connue pour être la première chercheuse à avoir étudié l'algorithme de Tinder, mettant en évidence qu'il repose sur « un modèle patriarcal des relations hétérosexuelles ».

## Biographie
Jessica Pidoux naît en 1988 à Maracaibo, au Venezuela. Elle quitte son pays natal et s'installe en Suisse en 2011.
Entre 2013 et 2015, elle réalise un master en sociologie de la communication et de la culture à l'Université de Lausanne,.
Après son master, elle travaille en tant que chef de projet Internet au sein d'une start-up à l'Innovation Park de l'EPFL, dont le but est de développer des plateformes numériques.
Jessica Pidoux commence son doctorat en humanités numériques en 2017 à l'École polytechnique fédérale de Lausanne. Pendant ses recherches doctorales, elle fonde et préside dhelta, l'association étudiante des humanités numériques EPFL-UNIL et devient membre de la plateforme de promotion des humanités numériques dhCenter UNIL-EPFL,.
Elle est une spécialiste des usages et du développement des applications de rencontres,. En 2021, elle rejoint Sciences Po Paris en tant que chercheuse contractuelle pour travailler sur la science participative puis en 2023 l'Université de Neuchâtel sur la numérisation et la transformation du travail.

### Travaux sur les algorithmes de sites de rencontres
Son mémoire de master porte sur l'application de rencontres Tinder. Elle y analyse un document de 27 pages, nommé US 2018/0150205A1, qui présente le fonctionnement de l'application et qui selon elle « reproduit un modèle patriarcal et hétéronormé ,,,, et démontre que le brevet de Tinder, le Matching Process System and Method, part du stéréotype que les femmes voudraient des hommes plus riches et plus âgés tandis que les hommes seraient à la recherche de femmes plus jeunes,,. Elle met également en évidence le classement Elo utilisé par Tinder, selon lequel « chaque utilisateur obtiendrait un classement selon des critères genrés basés sur le système patriarcal »,,. Elle remarque que les profils sont notés selon le physique et le niveau de revenu et d'éducation et que ce score de désirabilité influence les profils présentés aux utilisateurs. Elle découvre que des malus et des bonus sont attribués à tous les profils, les hiérarchisant en fonction du sexe selon des « critères démographiques »,. Dans ses analyses, elle démontre en effet que l'une des caractéristiques qui permet de noter les profils est l'âge relatif : « il y est mesuré l'attractivité d'une personne à partir de son sexe et de sa différence d'âge par rapport à son opposé pour offrir des points d'avantage aux hommes plus âgés et aux femmes plus jeunes ».
En 2017, elle commence sa thèse en humanités numériques à l'EPFL,,,, où elle approfondit ses recherches sur les applications de rencontres et leurs algorithmes. À ce titre, elle analyse plus de 20 applications de rencontres, telles que Tinder, Badoo, Happn, OkCupid, Meetic ou encore AdopteUnMec,. Elle examine, en utilisant des méthodes quantitatives et qualitatives, le développement des algorithmes de mise en relation, les usages des applications et les interfaces graphiques qui vont structurer les actions des utilisateurs.
En septembre 2021, elle soutient sa thèse, sous la direction de Dominique Boullier et de Daniel Gatica-Perez,, . Elle y met en évidence que ces applications reproduisent des inégalités, du sexisme et des divisions sociales, par exemple en avantageant les hommes les plus riches et plus éduqués,,. En outre, selon la sociologue, les algorithmes sont discriminants envers les femmes et participent à construire des stéréotypes sur la passivité des femmes. Une autre conclusion de sa recherche est que ces applications de rencontres reproduisent de l'hétéronormativité via le modèle du couple hétérosexuel, laissant peu de place à la diversité.
La journaliste Judith Duportail s'est appuyée sur ses travaux pour écrire son livre l'Amour sous algorithme,,, après que Jessica Pidoux a pris contact avec elle et lui a transmis ses recherches ainsi que le brevet de Tinder pour l'aider dans son enquête.

### Engagement en faveur de la protection des données personnelles
Investie dans la protection des données personnelles, Jessica Pidoux crée le collectif « Dating Privacy Project:Dating Privacy — Wikibase Personal data » en 2021. Ce dernier vise à élaborer de nouvelles normes de protection de la vie privée et à mieux informer les utilisateurs de la manière dont les applications traitent leurs données.
De plus, elle dirige l'ONG PersonalData.IO, engagée en faveur de la protection de la vie privée sur Internet,. En mars 2020, elle participe à une expérience avec des journalistes du Temps au sujet de la protection des données.
Sur la base de ses recherches, elle met en garde sur les enjeux de la protection des données, puisque les informations partagées sur ces applications de rencontres sont souvent intimes et sensibles et peuvent être revendues à des entreprises privées pour réaliser des publicités ciblées.

## Publications
- Jessica Pidoux, Toi et moi, une distance calculée. Les pratiques de quantification algorithmiques sur Tinder, Calbérac, Yann ; Lazzarotti, Olivier ; Lévy, Jacques ; Lussault, Michel, coll. « Carte d’identités. L’espace au singulier », 2019, 370 p. (ISBN 1037001532, lire en ligne), p. 249-267.
- Jessica Pidoux, Pascale Kuntz & Daniel Gatica-Perez, « Declarative Variables in Online Dating: A Mixed-Method Analysis of a Mimetic-Distinctive Mechanism ». Proceedings of the ACM on Human-Computer Interaction, n°5(1), 2021, p.1-32.
- Jessica Pidoux, Online Dating Quantification Practices: A Human-Machine Learning Process, EPFL (thèse de doctorat en humanités digitales), 2021, 249p.
- (en) Jessica Pidoux et Pascale KUNTZ, « Concevoir des applications informatiques respectueuses des humains », sur The Conversation (consulté le 12 mai 2022).